# 沙特協商會議
沙特協商會議（阿拉伯语：مجلس الشورى السعودي）是君主專制國家沙特阿拉伯的官方諮詢機關。該會議在政府內的權力有限，例如向國王和內閣建議法律，但是只有國王才有權力頒佈法律。它有150名議員，全部都由國王委任，由議長領導。現時的議長是阿卜杜拉·本·穆罕默德·謝赫，以符合議長由沙特贵族出任的傳統。會議會場設於首都利雅得的亞瑪瑪宮。

## 影響力
協商會議可以把法律草案交予國王，但是國王有權決定是否通過或頒佈法律。但是該會議有權解釋法律，以及檢查各部門向它提交的年報。它亦可以就政策、國際條約和經濟計劃向國王提出建議。該會議亦被授權檢視國家預算，以及傳召官員質詢。
會議的影響力來自它對於王國五年計劃的責任，因為王國的預算亦根據它而產生。它的影響力亦有傳召官員的能力，以及作為國家的政治辯論論壇。

## 歷史
第一屆協商會議是由阿卜杜勒阿齊茲國王於1926年1月13日成立，由他的兒子費薩爾王子主持。但是，會議的完全制度化於1932年才完成。後來於沙特國王統治時增至24人，但它的功能由於王室成員的壓力，所以轉移至內閣中。自此，協商會議並無被正式解散，但是並無作用，直至2000年法赫德國王恢復會議。
法赫德國王於2000年11月24日頒佈了新的協商會議法，取代自1928年生效的舊法律，並於1993年8月22日下旨了會議的章程。第一屆會議（1993－1997）有一名議長及60位議員。在第二屆至第四屆中，議員的數目分別每屆增加30個，第二屆有90位議員，至第四屆增加至150位議員及1位議長。

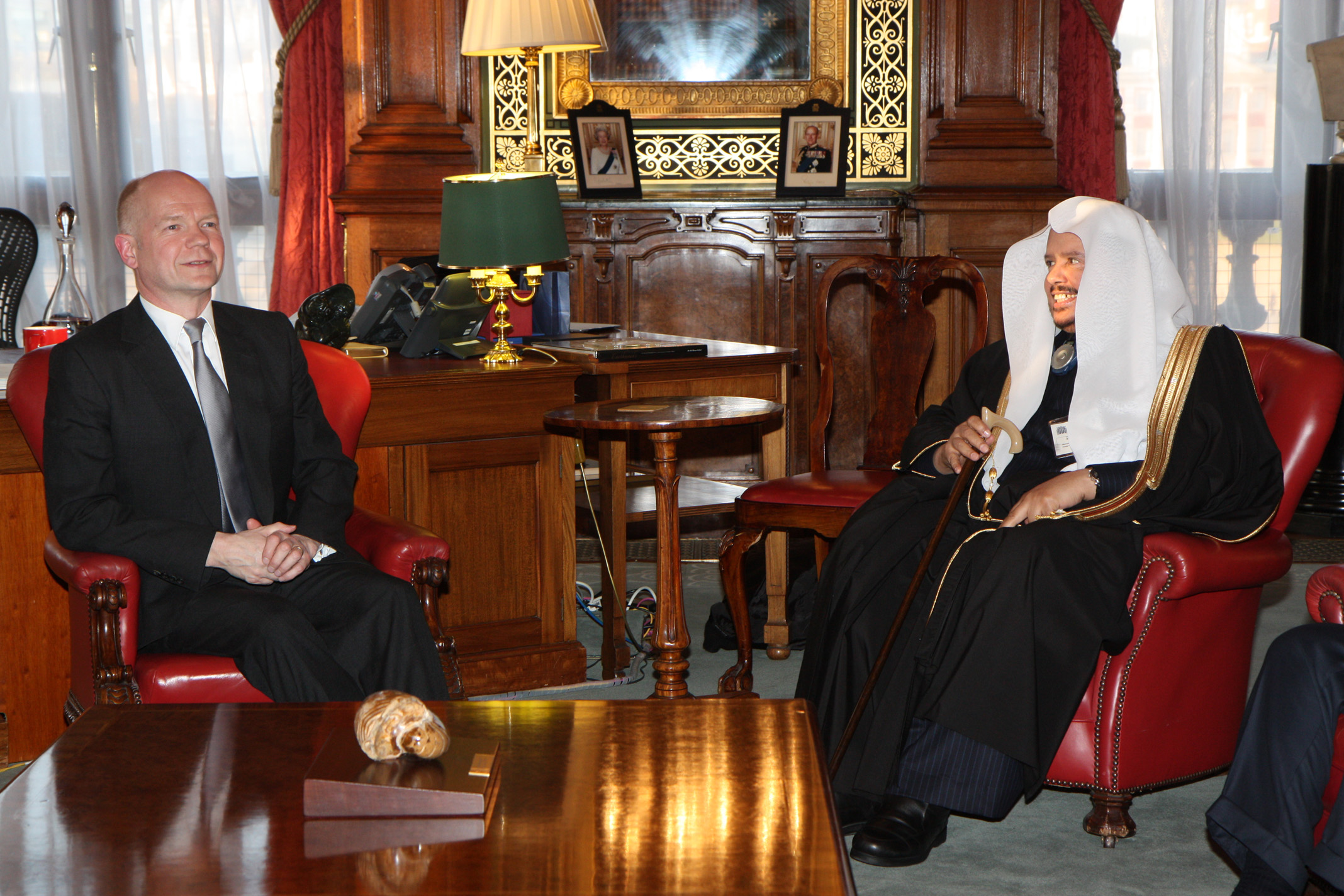
阿卜杜拉·伊本·穆罕默德·阿謝赫與英國外長夏偉林於倫敦，2013年3月5日

在2001年和1997年有所擴張，該議會在2003年底取得了各國議會聯盟成員地位。第四屆會議舉行了845次會議及於它的第二年頒佈了1174條聲明。在2011年9月，在市政選舉前數天，阿卜杜拉國王指，女性亦可成為該會議議員。
2013年1月，阿卜杜拉國王下了兩條旨令，授予女性在該會議中擁有30席，指女性必須佔會議內最少五分一的席位。根據該法令，女性議員必須「致力於伊斯蘭教法，並沒有違反」以及「受宗教的面紗限制」。法令亦指女議員必須從特別通道進入會議大樓，坐在專為女性而設的座位，及在特別的敬拜處祈禱。早前，官員指一塊幕會分隔男女議員，以及會設立內部通訊系統以容許不同性別議員溝通。所以，於2013年便有30位女議員加入會議，佔30席。在她們之中有兩位是王室女議員，他們是薩拉·賓特·費薩爾·沙特和穆迪·賓特·哈立德·沙特。
此外，三位女議員被委任為委員會的副主席，她們包括：Thurayya Obeid為人權及呈文委員會副主席、Zainab Abu Talib為資訊及文化委員會副主席，以及Lubna Al Ansari為健康事務及環境委員會副主席。

## 領導
前司法部長、罕百里法學家謝赫·穆罕默德·本·易卜拉欣·本朱拜爾被委任為第一屆以及期後的主席，直至於2002年去世，被薩利赫斌阿卜杜拉·本·胡邁德取代。
第五屆會議並未有女性議員，由前司法部長阿卜杜拉·伊本·穆罕默德·阿謝赫博士擔任議長。他是被尊重的伊斯蘭學者，委任他被認為是向宗教保守派保證，議會是根據伊斯蘭教法的。
議會副主席是班達爾·本·穆罕默德·哈姆扎·阿薩德哈吉爾博士，助理主席在2009年2月至2011年12月是阿卜杜拉赫曼本·阿卜杜拉·巴勒，而秘書長是穆罕默德·加默地。穆罕默德·加默地的任期於2012年5月完結，由穆罕默德·阿姆魯接任。

## 成員
議會成員被選來自不同省份，代表三個主要組群：宗教編制、官僚以及商業組群。他們當中有相信保守和自由主義者，而且都是高學歷、有經驗被視為專家的人士。被選的人通常是學者、退休高級官員、前公僕及商人。

### 第四屆（2005－2009）
第四屆議員根據他們職業的分配如下：
| 職業                   | 數目（總數150人） | 百分比（％） |
| ---------------------- | ----------------- | ------------ |
| 學者（博士學位）       | 105               | 70           |
| 官僚／工程師           | 12                | 8            |
| 官僚／宗教             | 4                 | 2.6          |
| 官僚（碩士及學士學位） | 25                | 16.7         |
| 軍方                   | 4                 | 2.6          |

### 第五屆（2009－2013）
在第五屆議員中，有百分之43的議員於美國接受過高等教育，當中七成有博士學位。第五屆的議員被視為技術官僚，是該範疇的專家，而並非地方領袖。他們的教育背景為：16％學士學位、13％碩士學位、70％博士學位，以及1％醫學博士。他們接受高等教育的地方如下：49％於美國、29％於沙特、16％於英國、3％於法國、1％於德國、1％於埃及，以及1％於巴基斯坦。
根據省份於會議中的代表如下：
- 焦夫：總人口2%，會議4%
- 塔布克：總人口3%，會議2%
- 北部邊疆：總人口1%，會議4%
- 哈伊勒：總人口3%，會議4%
- 蓋西姆：總人口5%，會議13%
- 東部：總人口16%，會議8%
- 麥地那：總人口7%，會議12%
- 麥加：總人口22%，會議24%
- 利雅得：總人口23%，會議18%
- 巴哈：總人口2%，會議2%
- 阿西爾：總人口8%，會議6%
- 吉贊：總人口6%，會議2%
- 奈季蘭：總人口2%，會議1%

## 委員會
該議會本來有八個專門委員會，於1995年確認。委員會和他們各自的人數如下：社會及健康事務（7人）、經濟及財政事務（8人）、立法及行政（5人）、外交事務（7人）、伊斯蘭事務（7人）、公共服務（8人）、教育文化及資訊（9人）和安全事務（6人）。
後來，委員會的數目得以增加。截至2015年3月，協商會議有以下13個委員會：
- 伊斯蘭、司法事務
- 社會、家庭及青年事務
- 經濟事務及能源
- 安全事務
- 教育及科學研究事務
- 文化及資訊事務
- 外交事務
- 健康及環境事務
- 財政事務
- 交通、通訊、資訊科技
- 水務、公共設施與服務
- 行政、人力資源及呈文
- 人權及請願

截至2012年9月，該會議有12位女性顧問，主要處理對於女性、家庭及兒童問題。

## 外部連結
- 各國議會聯盟對沙特協商會議的報告 （页面存档备份，存于）